# Gmina Tanum
Gmina Tanum (szw. Tanums kommun) – gmina w Szwecji, w regionie Västra Götaland, z siedzibą w Tanumshede.
Pod względem zaludnienia Tanum jest 182. gminą w Szwecji. Zamieszkuje ją 12 317 osób, z czego 49,95% to kobiety (6152) i 50,05% to mężczyźni (6165). W gminie zameldowanych jest 609 cudzoziemców. Na każdy kilometr kwadratowy przypada 13,34 mieszkańca. Pod względem wielkości gmina zajmuje 116. miejsce.

## Miasta
- Grebbestad
- Fjällbacka
- Hamburgsund
- Kämpersvik
- Rabbalshede
- Tanumshede